# W Monocerotis
W Monocerotis är en långsam irreguljär variabel av LB-typ i Enhörningens stjärnbild.
Stjärnan varierar mellan visuell magnitud 8,8 och 12,1 utan någon påvisad periodicitet.